# Invitez les vautours (2002)
Pour l'autre album d'Éric Lapointe, voir Invitez les vautours (1996).
Étant donné qu'Éric Lapointe avait eu beaucoup de difficultés avec la maison de disques qui avait publiée cet album en 1996, il l'a réenregistré avec sa maison de disques habituelle. Le son est amélioré et il rajoute des versions acoustiques de trois de ses grands succès soit : N'importe quoi, Mon ange et Loadé comme un gun. Il y a donc un album cd, mais il y a aussi un album dvd avec quelques-uns de ses vidéo-clips.

## Titres
| 1.  | Priez!                          |  |
| 2.  | Bobépine!                       |  |
| 3.  | Je rêve encore                  |  |
| 4.  | Marche ou crève                 |  |
| 5.  | Elle dort avec moi              |  |
| 6.  | Deux fois la même histoire      |  |
| 7.  | Loadé comme un gun              |  |
| 8.  | Satanière                       |  |
| 9.  | Invitez les vautours            |  |
| 10. | Laisse-moi seul                 |  |
| 11. | D'l'amour j'en veux pus         |  |
| 12. | N'Importe quoi (acoustique)     |  |
| 13. | Loadé comme un gun (acoustique) |  |
| 14. | Mon ange (acoustique)           |  |

| 1. | Loadé comme un gun                       |  |
| 2. | Deux fois la même histoire               |  |
| 3. | Bobépine                                 |  |
| 4. | Laisse-moi seul                          |  |
| 5. | D'l'amour j'en veux pus                  |  |
| 6. | Les Boys                                 |  |
| 7. | Rocket (On est tous des Maurice Richard) |  |
| 8. | Le Boys Blues Band                       |  |